# Uno Hedström
Uno Hedström (i riksdagen kallad Hedström i Harads), född 5 april 1915 i Edefors församling, död 17 januari 1978 i Edefors församling, var en svensk hemmansägare och politiker.
Hedström var ledamot av Sveriges riksdags första kammare 1956-1970, invald i Västerbottens läns och Norrbottens läns valkrets, samt i enkammarriksdagen 1971-1976 för Norrbottens läns valkrets.